# となりのシムラ
『となりのシムラ』（英語表記:tonari no SHIMURA）は、NHKで2014年から2016年まで不定期で放送されていた日本のコント番組。志村けんの冠番組。

## 概要
「サラリーマンNEO」も手掛けた 吉田照幸演出のもと、志村けんと俳優らがコントを披露する。志村がNHKでコント番組を持つのは初めてのこと。本名の志村康徳名義で脚本も担当している。
「バカ殿」や「変なおじさん」などといった、志村お馴染みの派手なメイクと過激な演出を見せるスタイルとは異なり、素顔そのままの志村が“どこにでもいそうな普通のおじさん”を演じ、家族や職場の上下関係などを描く、いわゆる「あるあるネタ」を中心としたシチュエーションコントが特徴。収録はスタジオ、屋外、店舗などでロケ収録されている。
2021年1月22日にNHKよりこれまで放送された全6回を収録したDVD-BOX（2枚組）が発売された。

## 放送日時
| 回数 | 放送日時                          | 主な共演者 |
| ---- | --------------------------------- | --- |
| 1    | 2014年12月16日 火曜 22:00 - 22:43 | 田辺誠一、原田泰造（ネプチューン）、吉田羊、波瑠、高橋由美子、野間口徹、橋本じゅん、小泉麻耶、大沢ひかる、松本岳、片平なぎさ |
| 2    | 2015年8月17日 月曜 22:00 - 22:43  | 伊藤蘭、ピエール瀧、菊地凛子、山本美月、松岡茉優、野間口徹、マキタスポーツ、宇野祥平、池谷のぶえ、村岡希美、中上サツキ、西田敏行 |
| 3    | 2015年12月25日 金曜 22:00 - 22:43 | 高嶋政伸、井川遥、高橋一生、野間口徹、笛木優子、中村ゆり、山本美月、菊池亜希子、村岡希美、宇野祥平、八十田勇一、松本岳、中上サツキ、須田瑛斗、石野真子                                                                               |
| 4    | 2016年3月26日 土曜 22:00 - 22:43  | 貫地谷しほり、染谷将太、菊地凛子、中村蒼、高橋一生、野間口徹、木南晴夏、高橋メアリージュン、やべきょうすけ、中村ゆり、入来茉里、近野成美、東加奈子、山田キヌヲ、中上サツキ、村岡希美、原金太郎、矢部光祐、遠藤瑠菜、吉田羊、麻生祐未 |
| 5    | 2016年9月22日 木曜 22:50 - 23:33  | 阿部サダヲ、八木亜希子、床嶋佳子、佐藤仁美、吉岡里帆、伊藤沙莉、野間口徹、深水元基、副島淳、志保、高山侑子、生駒星汰、高木ブー、岸本加世子                                                                                           |
| 6    | 2016年12月26日 月曜 22:00 - 22:48 | 原日出子、小林聡美、野間口徹、富田靖子、長谷川京子、波瑠、浜野謙太、萩原聖人、浅利陽介、八十田勇一、中上サツキ、山下リオ、川栄李奈、近野成美、東加奈子、山田キヌヲ、入来茉里                                                         |

### 志村没後の再放送
志村が2020年3月29日に急逝したことを受け、追悼番組の一つとして以下の回が再放送された（いずれも2020年に総合テレビで放送）。
- 第5回：4月4日 17:15-17:58[7]
- 第1回、第4回、第6回：5月6日 15:30 - 17:45（3話連続放送）[8]。

2021年8月20日には総合テレビの夏季深夜特別集中放送『深夜のイッキ見!まつり』の一環として、同日23:36 - 8月21日（20日深夜）1:50の時間帯で、第3回、第4回、第6回を一挙に再放送された。また放送終了2分後の1:52 - 2:37には、3月30日に放送された『プロフェッショナル 仕事の流儀』で志村を特集した「志村が最後に見た夢～コメディアン・志村けん～」の回が再放送された。

## スタッフ
- 脚本 - 内村宏幸、平松政俊、藤原ちぼり、たかはC、徳野有美、福田雄一（#1,#2）、志村康徳
- 撮影 - 初瀬康一、川田万理、岡崎真一
- 照明 - 鹿島雄司、浅田和男
- 音声 - 中山大輔、桑原達朗、矢川祐介
- 映像技術 - 石田信夫、高井祐二、山下輝良
- 美術 - 池田正直
- CG制作 - タカノデンキ、高野善政
- 編集 - 藤澤幹子、松屋周平、岸野由桂子
- 音響効果 - 岡田貴志、武田拓也
- スタイリスト - 松林圭江
- メイク - 山口圭子
- 撮影協力
  - #1 - ダブルトールカフェ、プラネアール豪徳寺、六本木南蛮亭、NHK青山荘
  - #2 - 三井ホーム、板橋区医師会病院、田島ルーフィング、cut salon BAN、海鮮昌屋
  - #3 - アワーグラス銀座店、六本木 酒饗 ほたる、西蔵院
  - #4 - ワインホールグラマー、バッケージフラザ ダイハル、大島 一休、SNACK レイ、呑者家 網羅、九安毛系ウール倶楽部
- 取材 - 守屋篤、戸崎隆司、田島啓次、斎藤健司、小原由未恵、飯田新
- プロデューサー - 中山英臣、井澤秀治
- 制作統括 - 下田大樹、水高満、田熊邦満
- 演出 - 吉田照幸
- 制作協力 - ピー・ディー・ネットワーク（#1のみ） →  PDネットワーク（#2から）、イザワオフィス
- 制作 - NHKエンタープライズ
- 制作・著作 - NHK